# Fálaris
Fálaris (em grego: Φάλαρις) foi o Tirano de Acragas (em latim, Agrigento, atual Girgenti) na Sicília, de aproximadamente 565 a 550 a.C.

## História
Ele foi encarregado da construção do templo de Zeus Atabyrius na cidadela, e aproveitou sua posição para tornar-se déspota. Sob seu domínio Agrigento alcançou grande prosperidade, provendo a cidade com água, belos edifícios e uma muralha extremamente fortalecida. Na costa norte da ilha, o povo de Hímera o elegeu general com poderes absolutos, apesar das advertências do poeta Estesícoro. De acordo com a Suda, ele conseguiu tornar-se o senhor de toda a ilha, sendo finalmente derrubado em uma revolta liderada por Telêmaco, o antepassado de Terone (488-472 a.C.) e queimado no seu Touro de Bronze.[carece de fontes?] Após sua derrubada, Acragas teve um governo democrático por cerca de sessenta anos.
Fálaris era famoso por sua crueldade excessiva. Entre suas supostas atrocidades são atribuídos o canibalismo: ele disse ter comido bebês lactentes.
A história do touro não pode ser descartada como pura invenção.[carece de fontes?] Píndaro, que viveu menos de um século depois, expressamente associa esse instrumento de tortura, com o nome do tirano. Houve certamente um touro de bronze em Agrigento que foi levado pelos cartagineses para Cartago. Mais tarde, quando Cartago foi tomada por Cipião Africano, o Velho, o touro foi provavelmente devolvido a Agrigento por volta de 200 a.C. No entanto, é mais provável que tenha sido Cipião Emiliano Africano, o Jovem, quem retornou este touro e outras obras de arte roubadas para as cidades de origem siciliana, após a destruição total de Cartago por volta de 146 a.C., quando terminou a Terceira Guerra Púnica.